# Maja Gojković
Maja Gojković (Novi Sad, 22. svibnja 1963.) je srbijanska pravnica i političarka, bivša gradonačelnica Novog Sada i aktualna predsjednica Narodne Skupštine Republike Srbije. 

## Životopis
Završila je osnovnu školu „Branko Radičević” i gimnaziju „Jovan Jovanović-Zmaj” u Novom Sadu.
Diplomirala je na Pravnom fakultetu u Novom Sadu 1987. godine. Pravosudni ispit je položila 1989. i godinu kasnije postaje odvjetnica u odvjetničkom uredu Gojković. Član je Međunarodne unije odvjetnika, sudjelovala je na kongresima Unije u Cannesu, New Yorku, Strasbourgu i Madridu.
Jedan je od osnivača Srpske radikalne stranke, bila je njen glavni tajnik, zatim potpredsjednik Izvršnog odbora stranke za Srbiju. Bila je poslanik u Vijeću građana Skupštine SRJ, poslanik je u Skupštini SiCG, član je Odbora za vanjsku politiku i član delegacije Interparlamentarne unije. Bila je poslanik u Skupštini AP Vojvodine od 1996. – 2000. godine. Poslanik je u Parlamentu Vijeća Europe u Strasbourgu. Član je komiteta Vijeća Europe za lokalnu i regionalnu samoupravu. Bila je ministar bez lisnice u Vladi Republike Srbije od 1998. do 99. godine i potpredsjednik Savezne vlade od kolovoza 1999. godine. Bila je pravni savjetnik Vojislava Šešelja pred Haaškim Tribunalom. 
Godine 2008. istupila je iz Srpske radikalne stranke i osnovala svoju stranku.
Govori engleski i njemački jezik. Završila je nižu baletnu školu, skija i vježba aerobik. Član je Društva za zaštitu životinja Srbije od 1972. godine.
Za gradonačelnika Novog Sada je izabrana u drugom krugu izbora 3. listopada 2004. Na dužnosti gradonačelnika bila je do lipnja 2008. godine.
Godine 2013. Maja Gojković sa svojom strankom kolektivno pristupa Srpskoj naprednoj stranci Aleksandra Vučića.
Nakon izvanrednih izbora 16. ožujka, novi saziv srbijanskog parlamenta je na osnivačkoj sjednici 26. travnja 2014. izabrao Maju Gojković za predsjednicu Narodne Skupštine Republike Srbije. Dana 6. lipnja 2016. godine, nakon novih parlamentarnih izbora, M. Gojković je ponovo izabrana na istu dužnost.

## Državne funkcije
- predsjednica Narodne Skupštine (travanj 2014.- ?)

## Vanjske poveznice
- Narodna skupština Republike Srbije